# チラン (戦車)

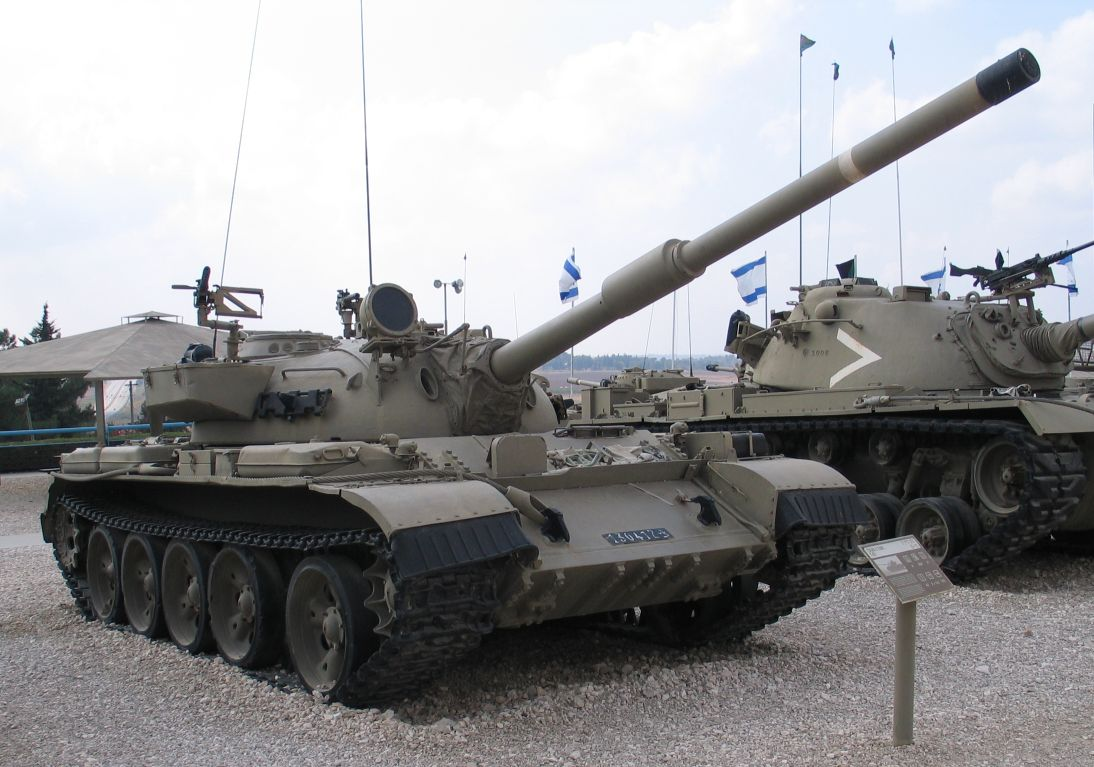
T-55の主砲をNATO標準のL7 105mmライフル砲に換装したTiran-5Sh

チラン（Tiran、ヘブライ語：טירן）は、イスラエルの戦車であり、第三次中東戦争および第四次中東戦争にてエジプトやシリアから鹵獲したT-54/T-55/T-62にイスラエル国防軍（IDF）の規格に合わせた改修が施されている。日本語ではティランと表記される事もある。
改修を行ったT-54/T-55/T-62はそれぞれ、Tiran-4/Tiran-5/Tiran-6と呼ばれている。西側のメディアなどによって、Tiran-4およびTiran-5をTi-67（"Tank Israel 1967"の略）と呼称される例もある。

## 命名の由来
チランの名称は、チラン海峡に由来する。チラン海峡は、イスラエルの港町エイラートが面するアカバ湾と紅海を結ぶ海峡であり、建国以来エジプトにスエズ運河の自国船舶航行を拒否されていた（1979年にエジプトとイスラエルとの間に和平が結ばれたため、エジプトはスエズ運河におけるイスラエル船舶の自由航行を認めた）イスラエルにとってはインド洋への唯一の出口であるため、地政学上非常に重要であった。
1967年5月23日、エジプトのナセル大統領がチラン海峡の封鎖を宣言したことがイスラエルに第三次中東戦争の開戦を決断させる一大要因であったことと、この戦争の結果イスラエルはユダヤ教の聖地である「嘆きの壁」と「神殿の丘」が存在するエルサレム旧市街や水利資源の確保上重要なゴラン高原、チラン海峡におけるイスラエル船舶の自由航行を保障させるためのシナイ半島の占領に成功したことを記念しての命名と考えられる。

## Tiranの採用
1967年6月5日、イスラエルはエジプト、シリア、ヨルダン、イラクの空軍基地に空爆による奇襲を行って制空権を確保し、シナイ半島とガザ地区、ヨルダン川西岸地区、ゴラン高原の3方面で一斉に地上部隊が攻勢をかけ、これらの地域を占領した（第三次中東戦争）。この戦争に圧勝したイスラエルは、アラブ諸国軍の各種兵器を大量に鹵獲した。その中には、ソビエト連邦がエジプトやシリアに供与したチェコスロバキア製のT-54/T-55戦車が数百両含まれていた。
イスラエル国防軍は、建国以降アメリカ製のM4 シャーマンを改修したM50/M51 スーパーシャーマンを主力として第一次中東戦争や第二次中東戦争を戦い抜いてきたが、周辺アラブ諸国は次々に新型戦車を導入したため、これに対抗する必要からイギリスやアメリカ・西ドイツからセンチュリオンやM48A1/A2を導入していた。しかし、イスラエル軍では未だに第二次世界大戦中にアメリカ軍が使用していたM3ハーフトラックが主力装甲兵員輸送車である（M113装甲兵員輸送車が主力となるほどの数が揃ったのは第三次中東戦争後）など、決して潤沢な財政事情では無かったため、鹵獲した兵器の有効活用に余念が無かった。さらに、この戦争後、イギリスとフランスがアラブ諸国の圧力に屈する形でイスラエルへの兵器供給を差し止めたため装甲戦闘車両の不足に悩まされていたイスラエルは、このT-54/T-55を自軍で運用することを決定し、それぞれTiran-4/Tiran-5という制式名を与えて自軍の制式装備に加えた。

## Tiran-4/5
IDFの制式装備となったT-54/55であるが、イスラエル軍の運用思想に必ずしも合致するわけではなかったため、その点を補うために必要な改修が行われた。

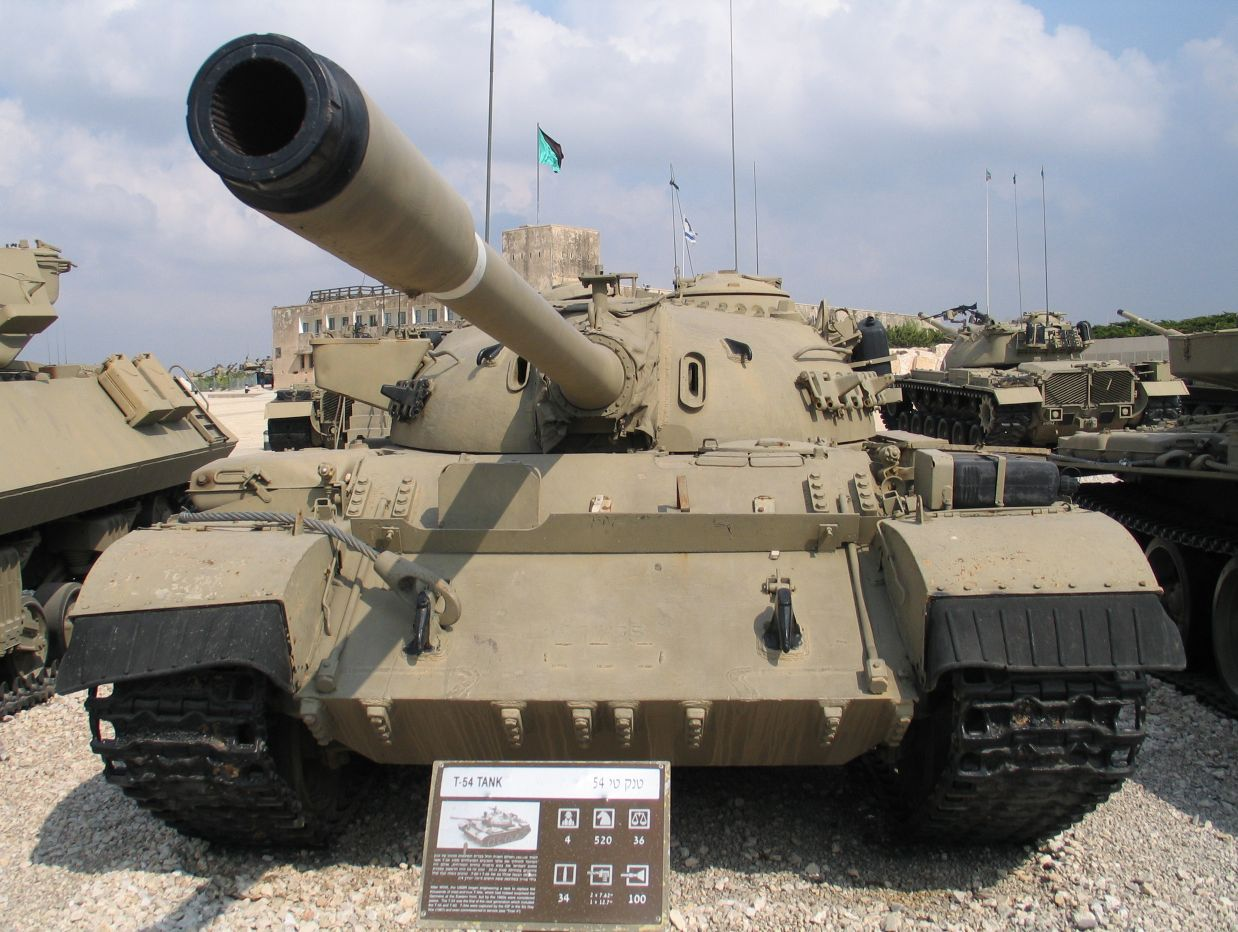
T-54を改修したTiran-4
主砲はオリジナルの100mm砲のままである

Tiran-4/Tiran-5は、T-54/T-55の同軸機銃を7.62mm SGMT重機関銃から7.62mm M1919重機関銃に換装し、車長用キューポラに設置されている12.7mm DShK38重機関銃を12.7mm M2重機関銃に取り換えて装填手用ハッチ付近に7.62mm M1919重機関銃を追加搭載した他、装填手や操縦士のハッチを新型に付け替えた。主砲はしばらくの間オリジナルの100mm ライフル砲を使用していたが、イスラエル軍の弾薬の規格はNATOに準ずるものであったため、ワルシャワ条約機構制式の100mm砲弾は使用されておらず、砲弾の供給に不安が出てきた上に、2種類の戦車砲弾を揃えるのは兵站の都合上好ましいものではなかったため、主砲をマガフやショットと同一規格のL7 105mm ライフル砲に換装し照準装置もL7の弾道に合わせたものに取り換えたTiran-4Sh/Tiran-5Shに改修された。T-ran-4を中心に主砲の換装が行われなかった車両も多く、これらは後のレバノン内戦の際にキリスト教マロン派系民兵組織のレバノン軍団や、同じくイスラエルと同盟関係にあった南レバノン軍に供与された。
さらに、砲塔の右側面や後部に大型の雑具箱を追加して中空装甲の代用とすると共に、車体後部にジェリカンなどの装備品を積み込むための雑具箱を追加している。砲塔左側面にも小型の雑具箱が搭載されたほか、砲塔右側面に60mm迫撃砲を追加するなどの改修が行われた。1980年代には一部の車両にブレイザー ERAを装着する改修も行われた。
1970年代末から80年代初頭にかけて、Tiran-5の更なる改修プログラムとしてT-55S サモワール (Samovar) と呼ばれるモデルの開発が行われたが、メルカバ戦車の新規配備やマガフ・ショットカルの改修に比重が置かれ、最終的にこの計画はキャンセルされた。1980年代中旬以降、後述のアチザリット装甲兵員輸送車への改造や友好国への売却、南レバノン軍などへの供与に充てられ退役した。

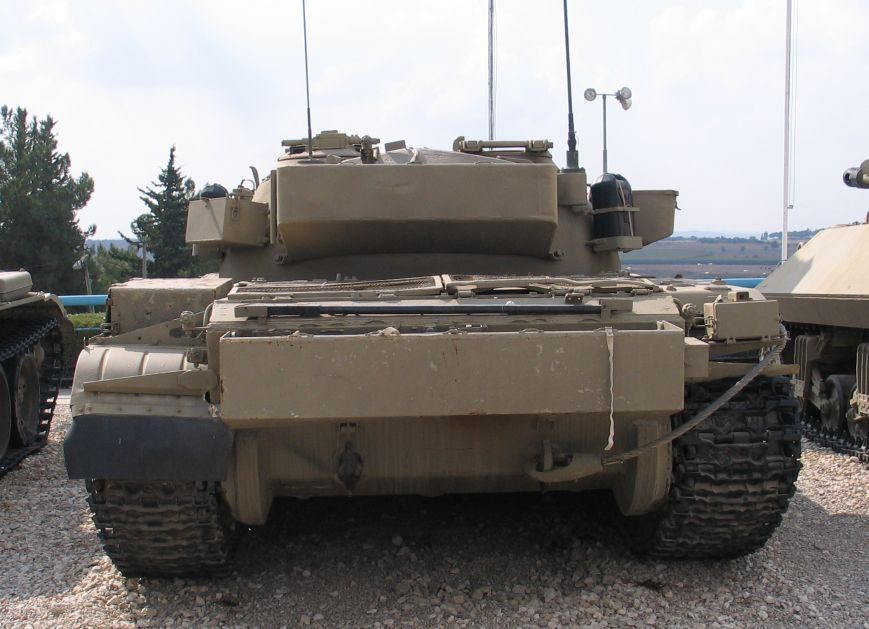
Tiran-4の車体後部
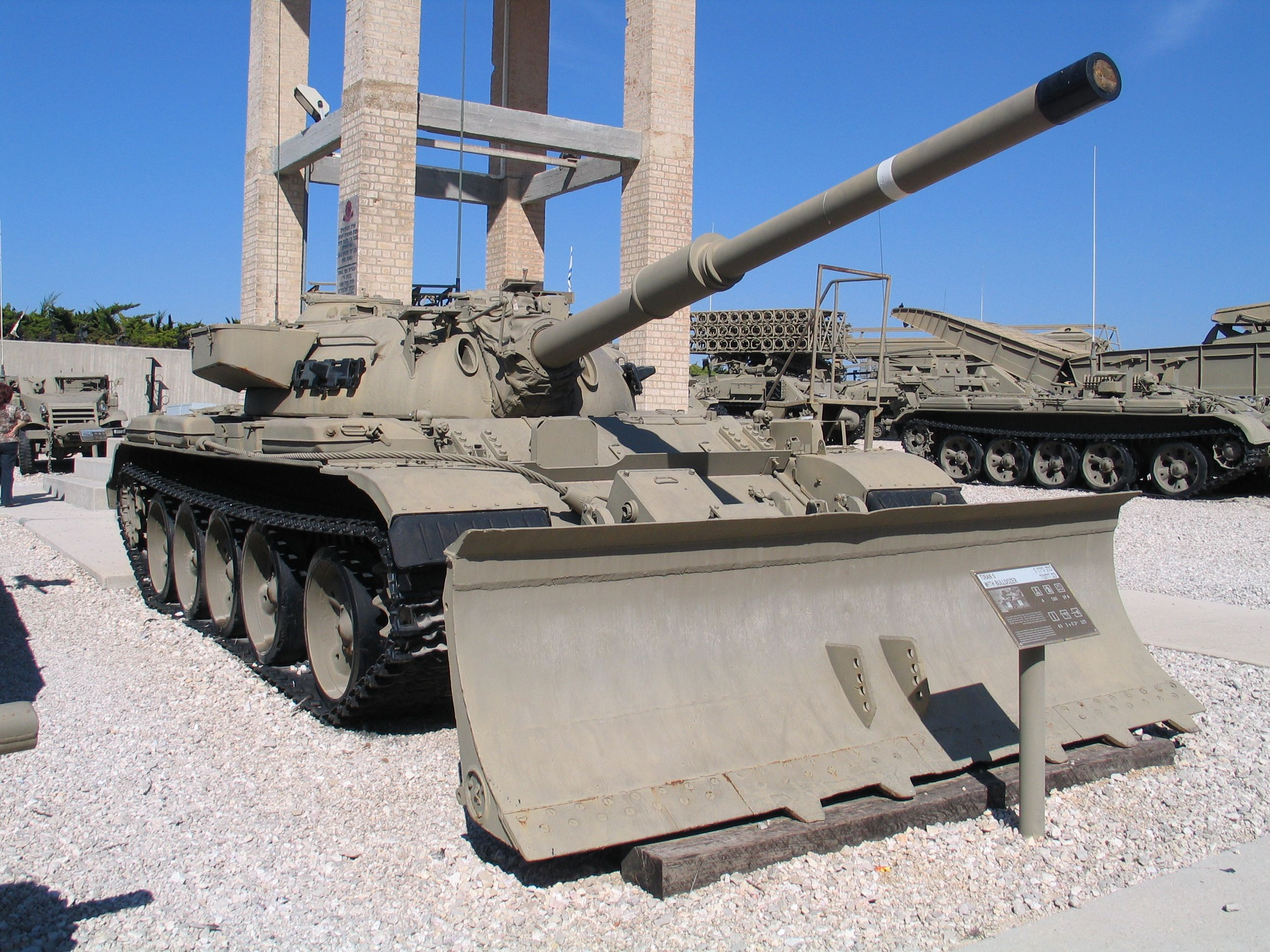
L7 105mm砲を搭載し、車体前面にドーザーブレードを装着したTiran-5Sh
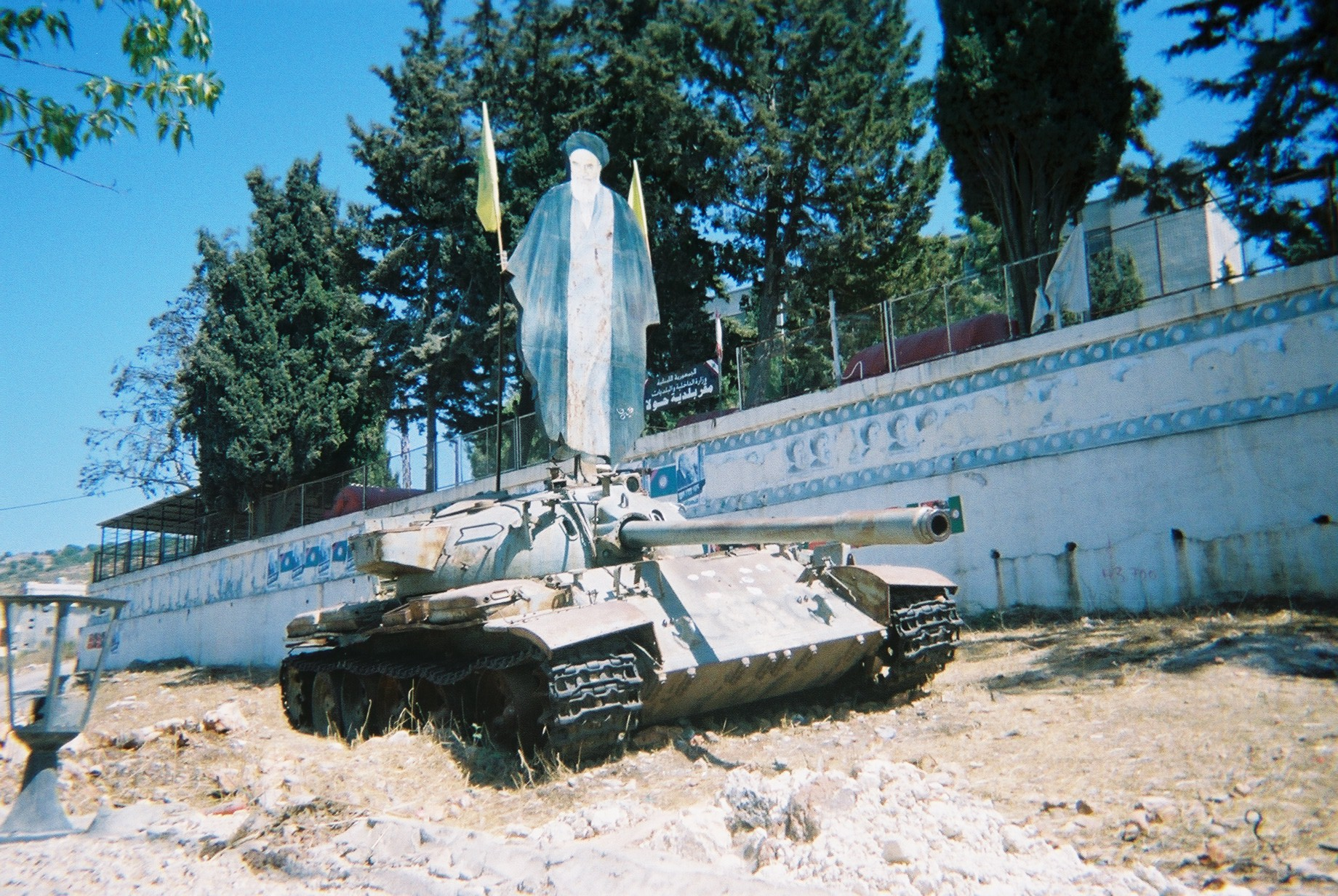
放棄された、南レバノン軍のTiran-5。車体上には、ホメイニ師の木製肖像が掲げられている（ホメイニ師はヒズボラの精神的リーダー）

### 戦歴
改修・整備を受けたTiran-4/-5は、1969年に新編された第274予備役機甲旅団に集中配備された。また、スエズ運河を挟んでのエジプトとイスラエルの断続的な小競り合いである消耗戦争の中で行われたエジプト軍に対する奇襲作戦として1969年9月9日に実施されたラヴィヴ作戦では、第8機甲旅団の管理下にあった6両のTiran-5が、第88"ドヴラバン"部隊の3両のBTR-50と共に投入された。
1973年の第四次中東戦争では、第274予備役機甲旅団はヨエル・ゴネン旅団長の指揮下で10月14日の戦車戦に参加し戦っている。第四次中東戦争の後、Tiran-4/5の改修・整備が進み運用部隊が拡大された。第274予備役機甲旅団は第691予備役機甲旅団に改称されたが、これと同時期に第265予備役機甲旅団、第889予備役機甲旅団の2個旅団がTiran-4/5運用部隊として新たに編制され、これら3個旅団で第440予備役機甲師団が新編された。
第440予備役機甲師団は1985年に第252予備役機甲師団に統合され、Tiran-4/5を運用する3個旅団も1985年から86年にかけて解隊された。
またレバノン内戦においては、PLOとの対決姿勢を打ち出していたためにイスラエルとの利害が一致していた南レバノン軍に主砲が100mm砲のままのTiran-4/-5がBTR-50やBTR-152、スーパーシャーマン、M3ハーフトラック、M113装甲兵員輸送車などと共に供与され、一部の車両は砲塔を撤去して即席の装甲兵員輸送車に改造された。2000年にイスラエル軍がレバノンから撤退したため、南レバノン軍は1982年以来戦闘を続けていたヒズボラに敗退し、Tiran-4/-5の一部がヒズボラに鹵獲されて運用されている。
イラン・イラク戦争の際には、イスラム革命の波及を恐れた周辺アラブ諸国や東西両陣営から嫌われ孤立したイランへの援助の一環として供与された。このほかにもウルグアイ陸軍に15両が輸出されるなど、Tiran-4/5は保有総数の半数近くが国外に売却・供与された。その後イスラエルで予備役用に保管されていた車両も1988年から逐次アチザリット装甲兵員輸送車に改修され、2006年のレバノンにおけるヒズボラとの戦闘に投入された。現在のイスラエル軍には、博物館に展示されているものを除けば稼働可能なTiran-4/5は存在しないと思われる。

## Tiran-6
1973年10月6日のエジプト軍の奇襲によって戦端の火蓋が切られた第四次中東戦争にて、イスラエル軍は主にゴラン高原における戦闘でシリア軍から100両以上を鹵獲したT-62を自軍装備として採用し、イスラエル軍の規格に合わせるための改修を行った車両をTiran-6として運用した。
Tiran-6は、Tiran-4/5と同様に砲塔の右側面や後部に大型の雑具箱を追加すると共に砲塔左側面にも小型の雑具箱が搭載されているほか、車体後部にジェリカン5個を積み込むための箱を追加している。武装に関しては、同軸機銃の7.62mm PKT機関銃と砲塔上の12.7mm DShK重機関銃を7.62mm M1919重機関銃に換装すると共に主砲上部に12.7mm M2重機関銃を搭載したが、主砲はオリジナルの115mm滑腔砲のままであり、Tiran-4/5のようにL7 105mmライフル砲に換装するなどの凝った改装は施されていない。
整備・改修されたTiran-6は1977年に新編された第320予備役機甲旅団に集中配備された。第320予備役機甲旅団はTiran-6を装備する2個大隊とTiran-5を装備する1個大隊から構成されていたが、1990年に解隊されるまで実戦投入はされなかった。保有総数が少なかったためアチザリットなどに改修されることも無く、博物館に展示されている車両以外はすべて外国に売却・供与されたと考えられる。

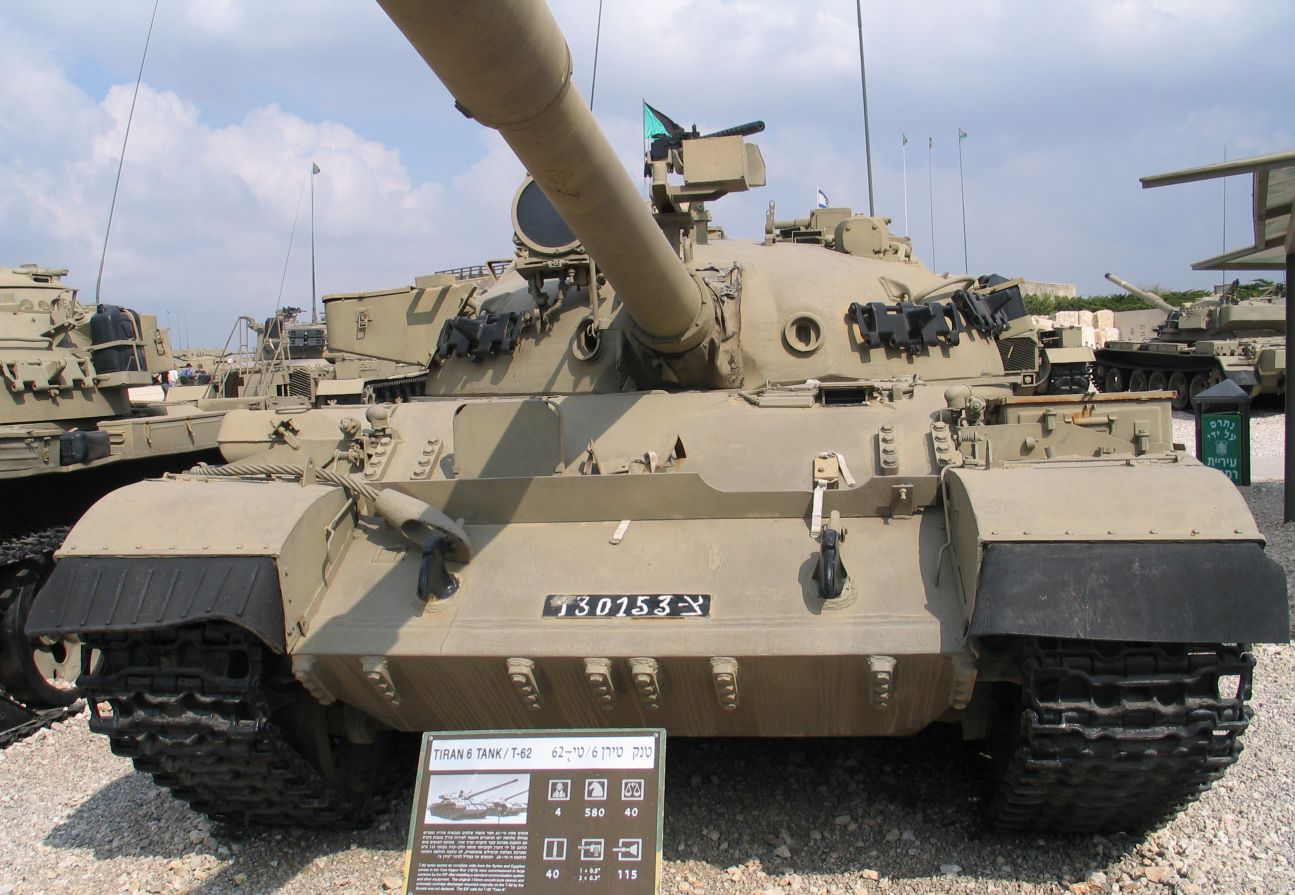
正面から見たTiran-6。
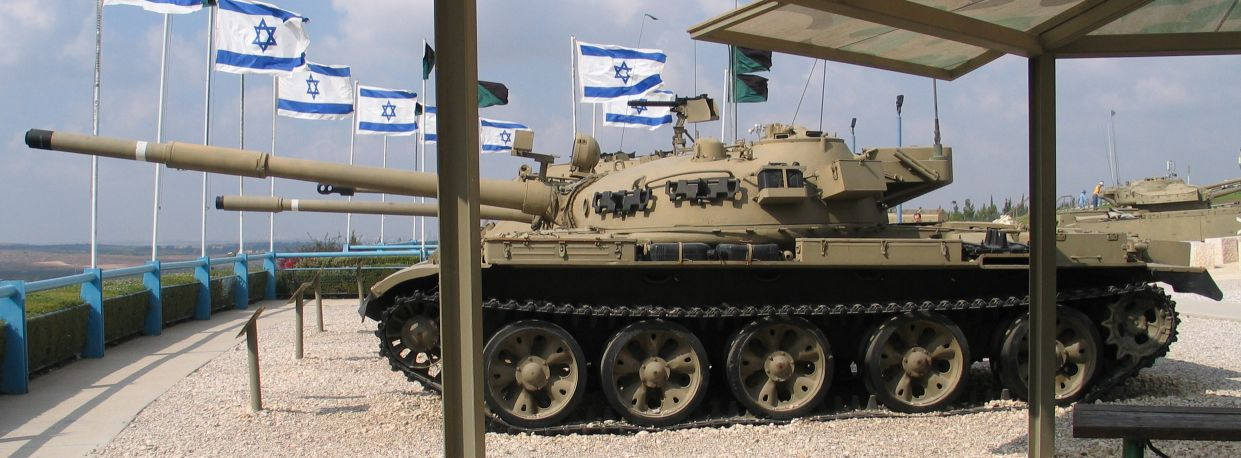
側面から見たTiran-6。主砲は、オリジナルの115mm砲のままである
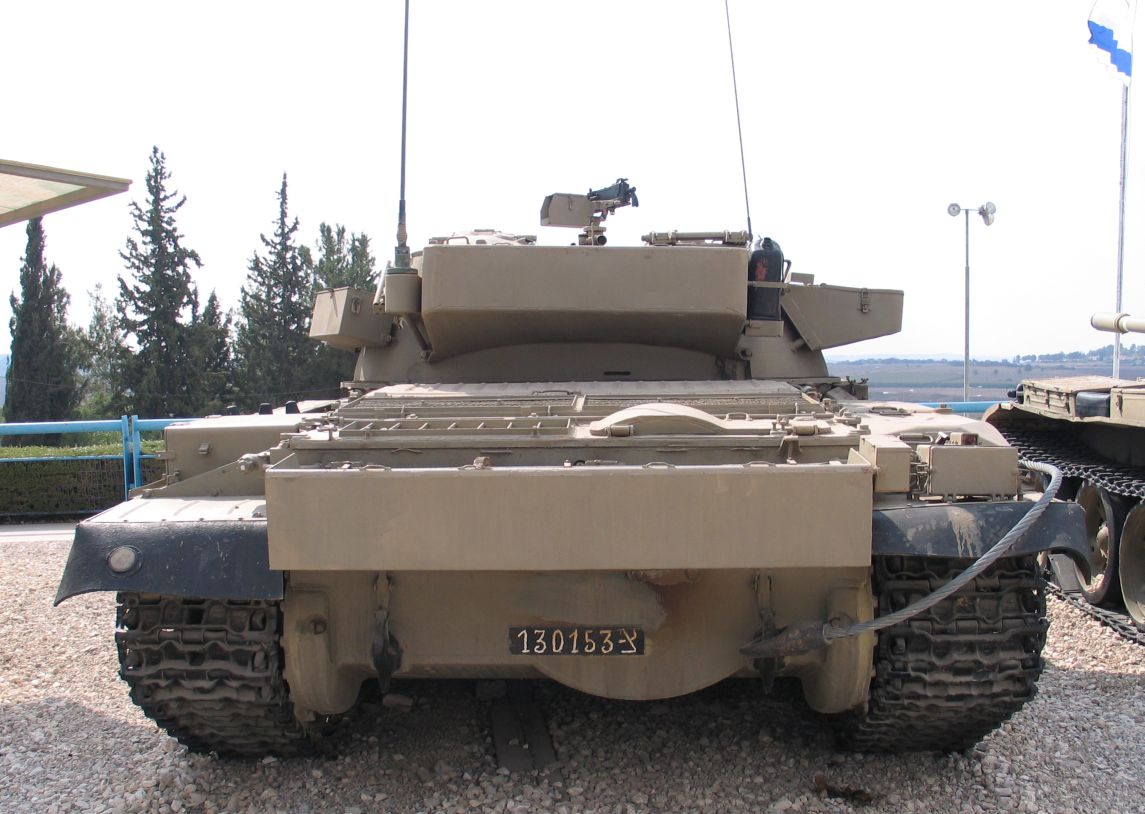
Tiran-6の後部。上のTiran-4後部写真との類似性に注目

## 派生型

### T-55S サモワール
T-55S サモワール (T-55S Samovar) は、1970年代末から80年代初頭にかけて進められたT-55/Tiran-5の改修プログラムである。開発はイスラエル・ミリタリー・インダストリーズとウルダン工業が協力して進め、何種類かのプロトタイプが開発されたが、最終的に開発はキャンセルされた。T-55S サモワールの開発計画には以下のような改修が含まれていた。
- エンジンをデトロイトディーゼル 8V-71T系ディーゼルエンジン（609hp）に換装。このエンジンはM109 155mm自走榴弾砲やM110 203mm自走榴弾砲に搭載されているタイプの改良型である。
- トルクコンバータ付き新型変速機および新型の最終減速機。
- 強化された冷却システム、新型のエンジン用エアクリーナー
- "マタドール"火器管制システム搭載。
- マガフ戦車と同型のウルダンキューポラ搭載。
- 105mm戦車砲へのサーマルスリーブ装着。
- マガフ、ショットと同型のスモークディスチャージャー搭載。
- 新型の光学照準装置、主砲安定装置搭載。
- パッシブ式赤外線暗視装置、赤外線感知システム、風向センサー、レーザー測距儀の装備。
- ブレイザー ERA（爆発反応装甲）の装着。
- 砲塔後部に箱状の張り出しを追加し砲塔の内部容積を拡大。
- 砲塔後部、箱状の張り出しのさらに外側に、メルカバMk.1と同型のバスケットを装着。

T-55S サモワールで開発された技術の一部は、スロベニアで1990年代に開発されたT-55の独自改修型であるM-55Sにも供給されている。

### アチザリット

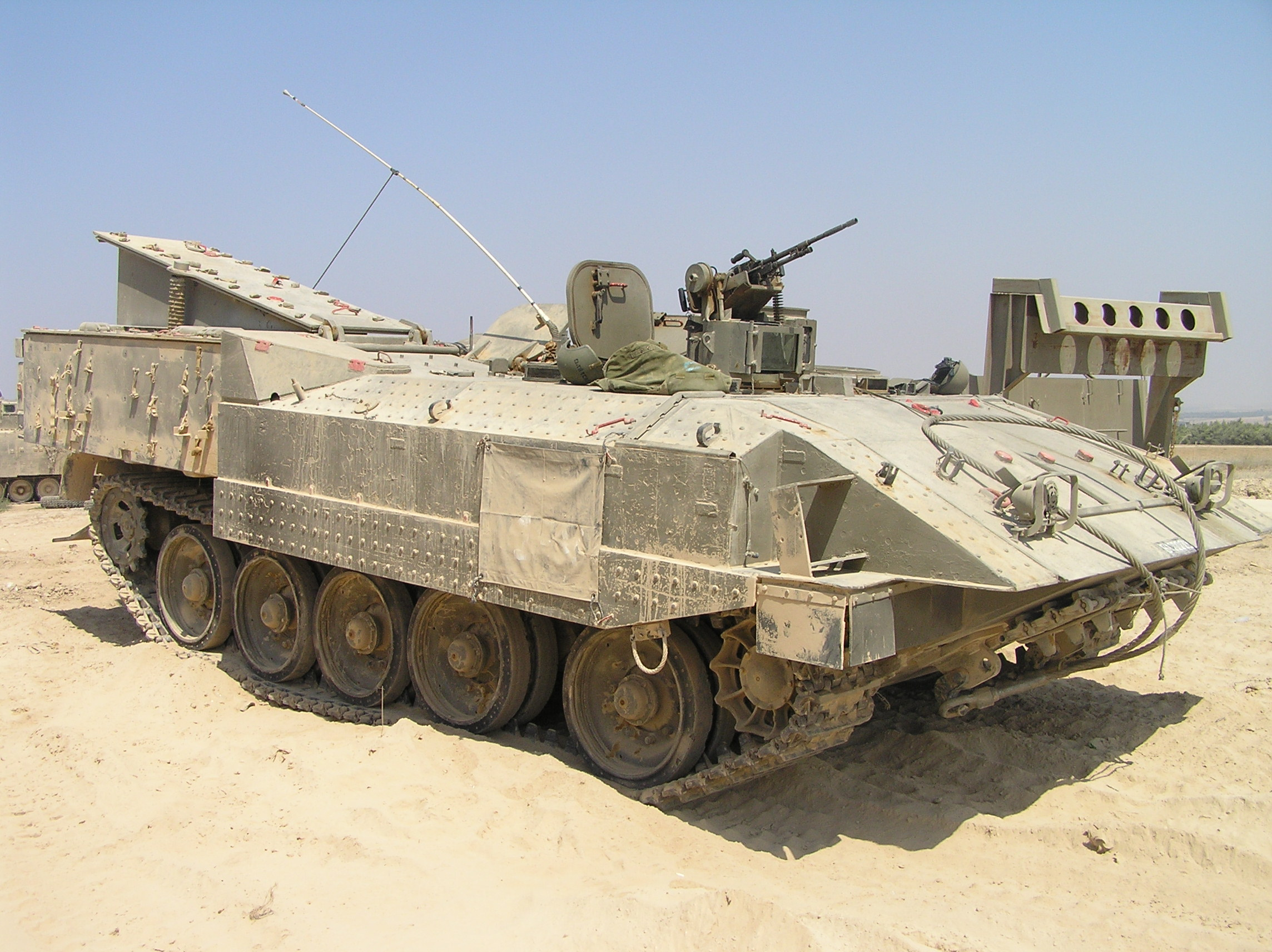
アチザリットAPC

1980年代に、余剰化したTiran-4/5の車体を再利用して開発された装甲兵員輸送車。元々が戦車であるため装甲防御力が高く、M113装甲兵員輸送車の後継として前線配備されている。

### VT-55KS
T-55の回収戦車型であるVT-55と同様の車両で、砲塔を撤去したT-55の車体上に、大型クレーンなどの装備が設置されている。戦車型のTiran-5と同様に、車外電話機、イスラエル仕様の雑具箱やフロントフェンダーなどが装備されている。

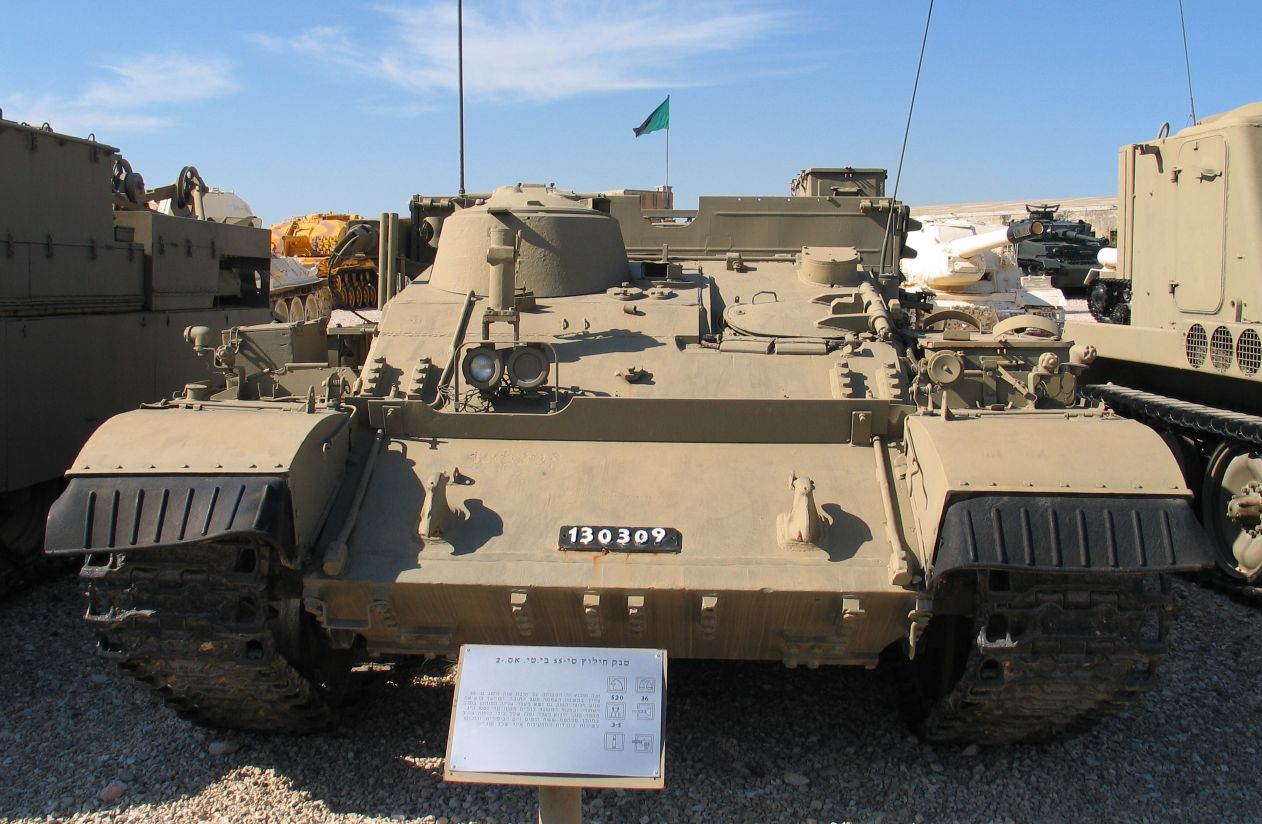
VT-55KSの正面。Tiranと同型のヘッドランプ、フロントフェンダーを装備
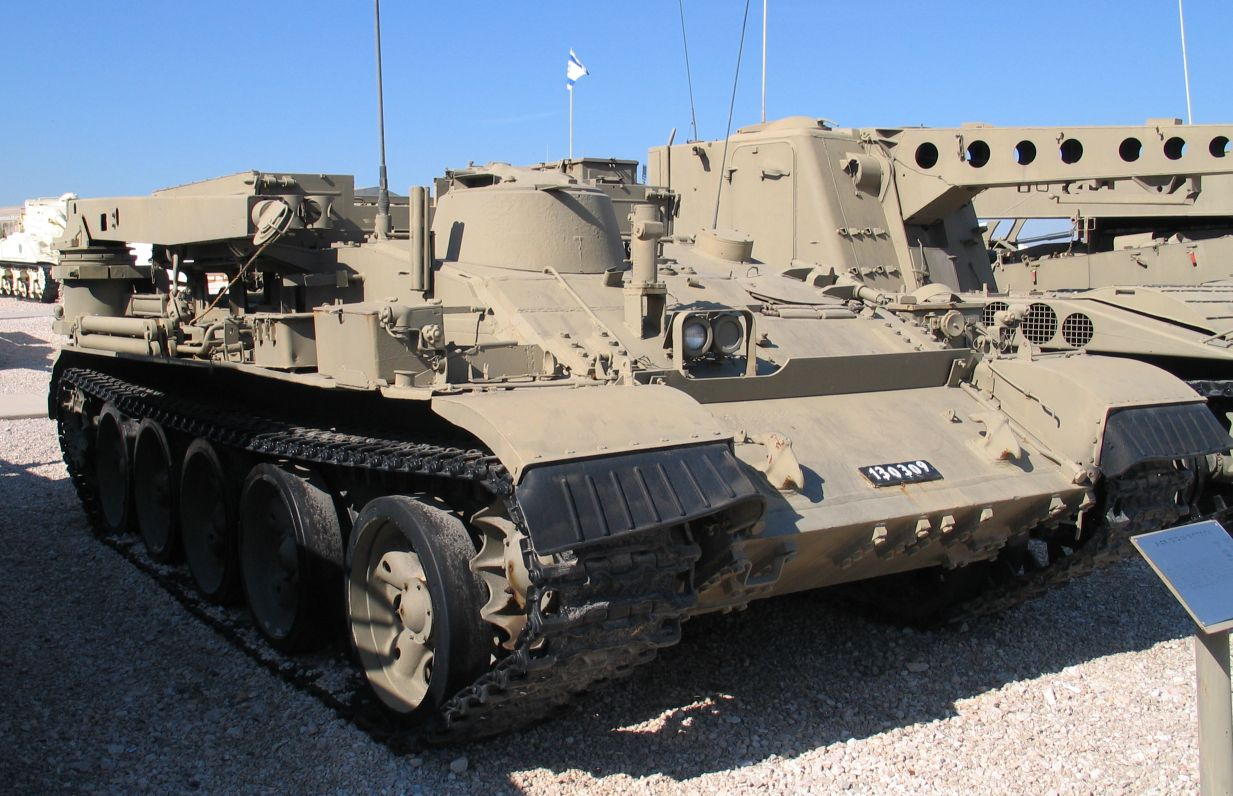
VT-55KSの側面。大型クレーンの他、イスラエル仕様の信号旗ホルダーなどが装備されている
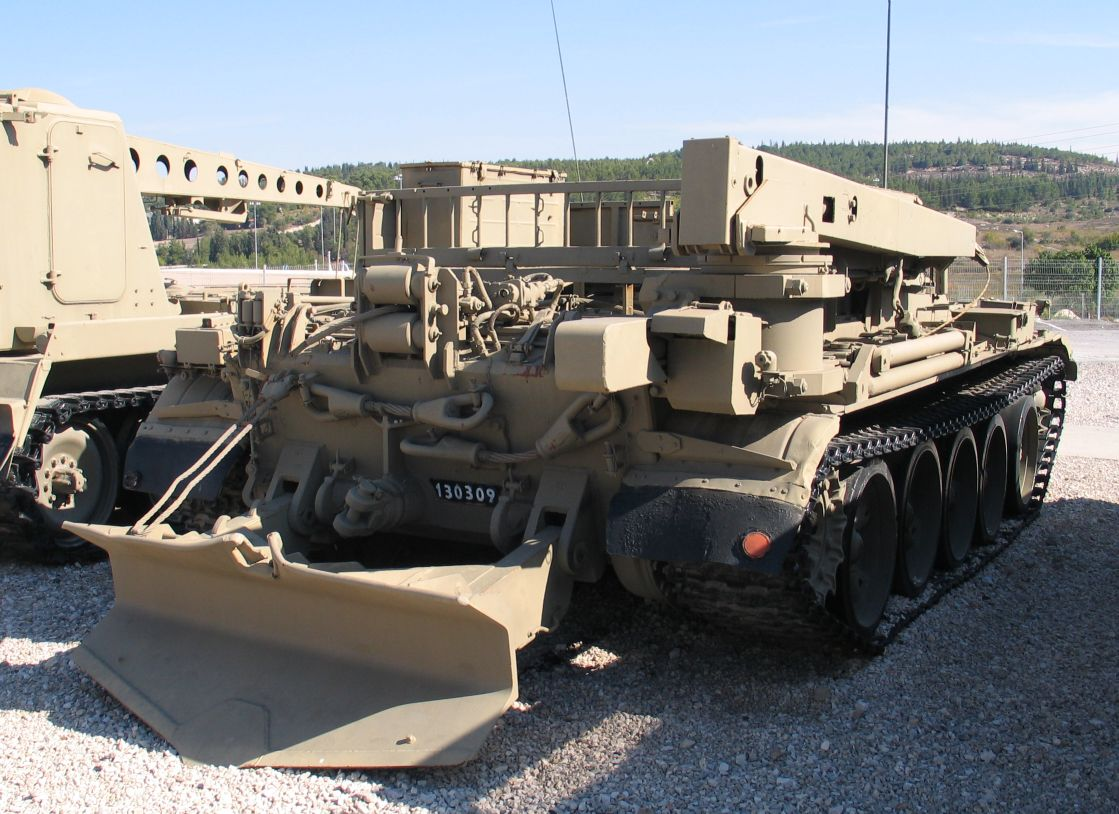
VT-55KSの後部。左フェンダー部に車外電話機を装備

### MT-55KS
T-55をベースとした架橋戦車で、スロバキアで開発された基本形のMT-55と同様の車両。イスラエル仕様では、Tiran-5系と同様の雑具箱などが追加装備されている。

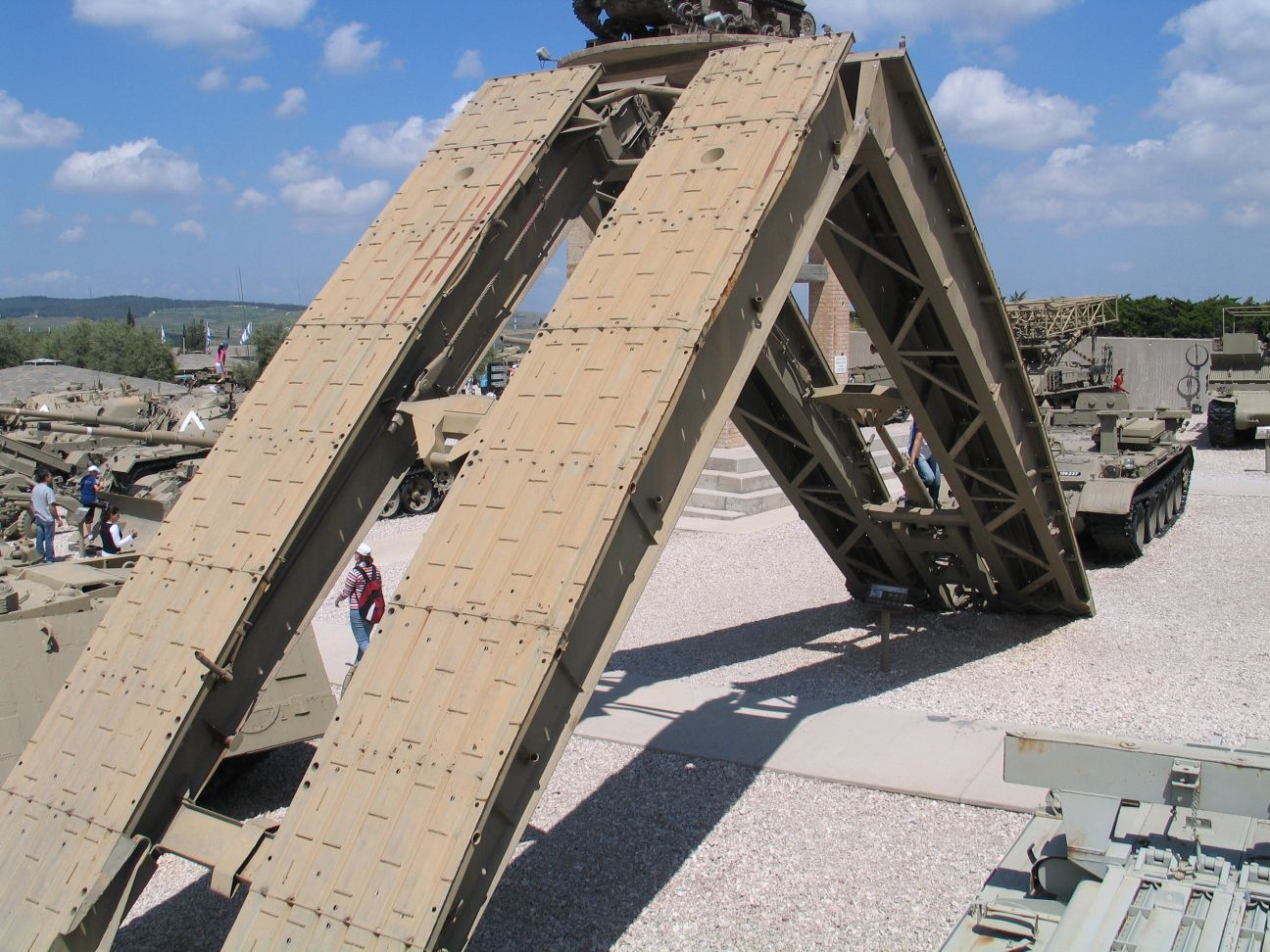
ブリッジを展開したMT-55KS
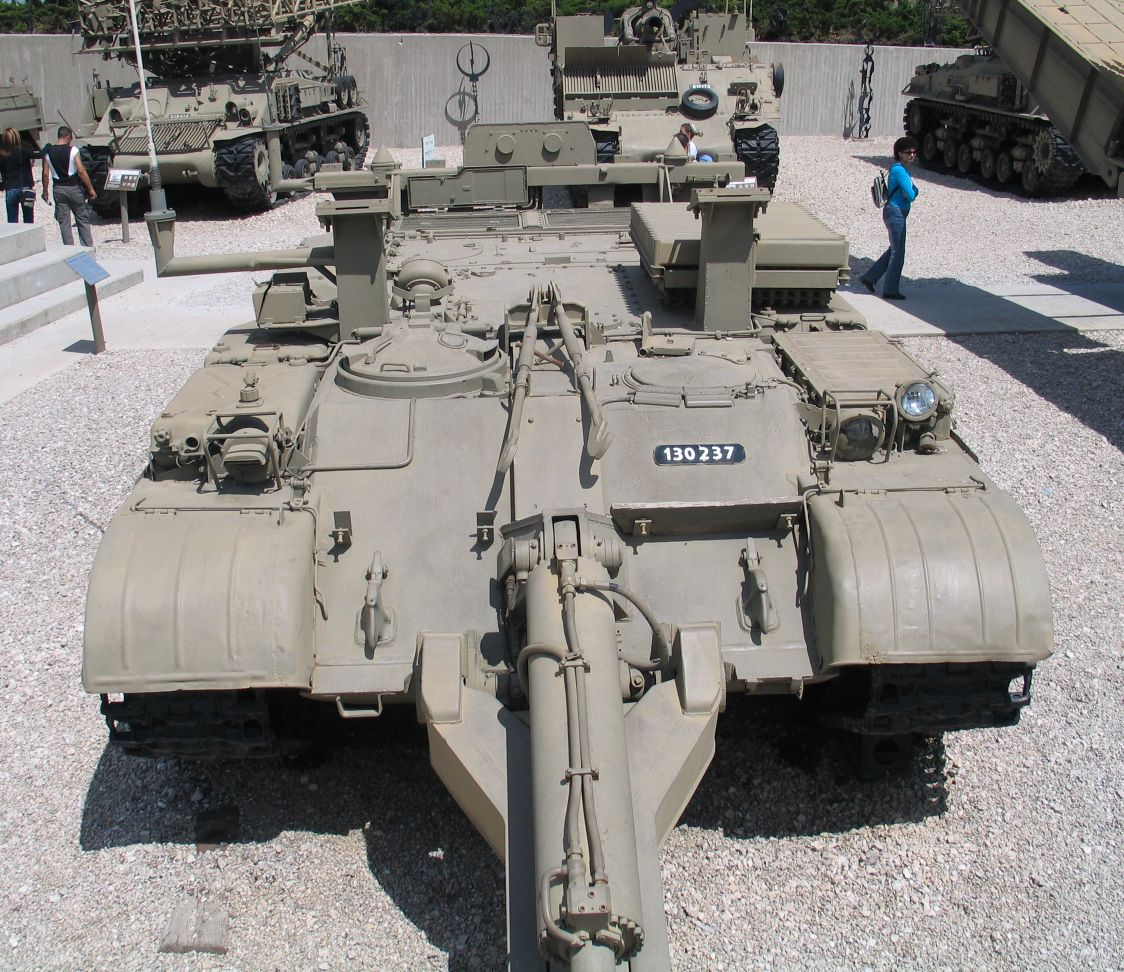
MT-55KSの車体上部
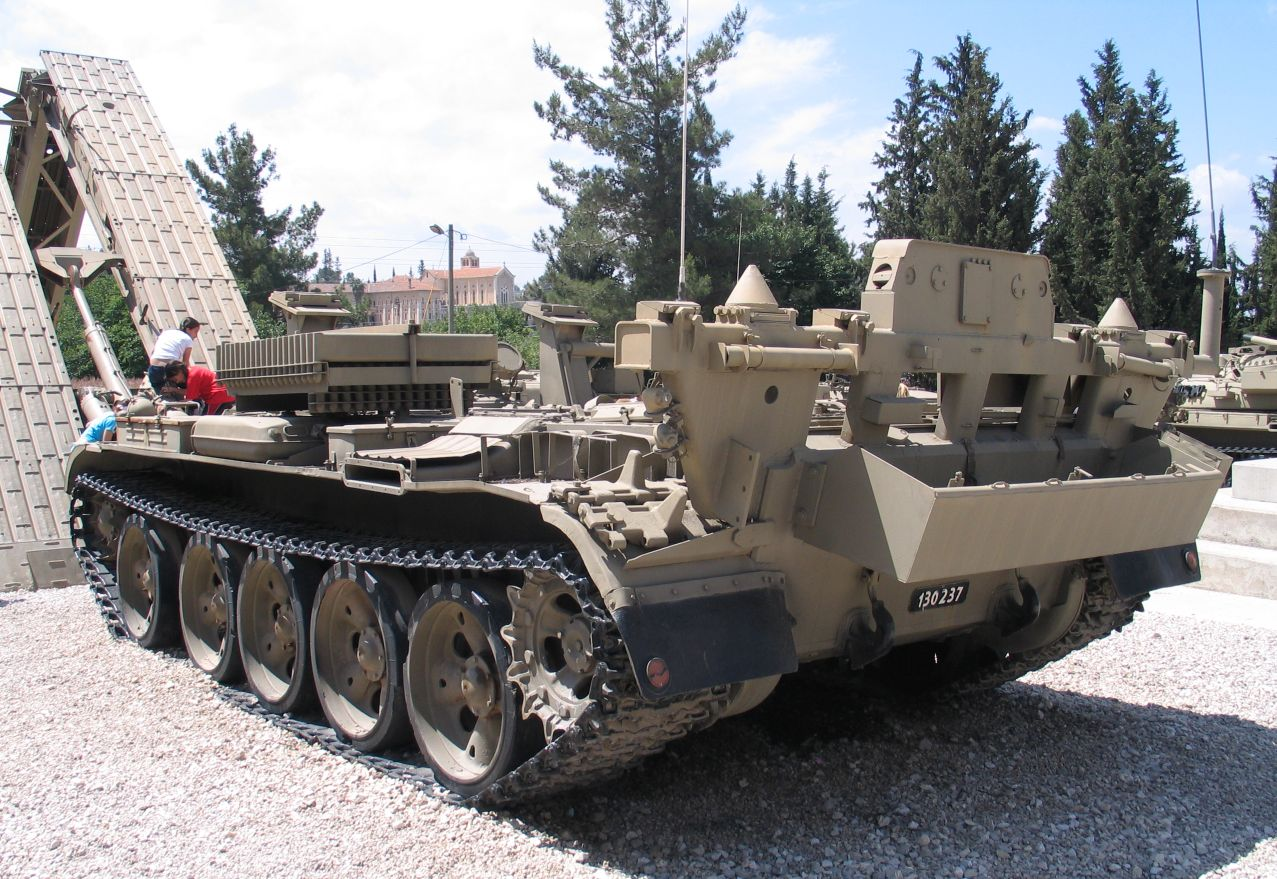
MT-55KSの車体後部。車体後部に雑具箱が追加されている（この写真の車両はTiran-6用の物を装着）

### Tiran APC
レバノン内戦の際、南レバノン軍に供与されたTiran-4/5の一部は、第二次世界大戦中にイギリスやカナダが余剰化した戦車や自走砲の車体を流用して設計したカンガルーAPCと同様に砲塔を撤去してそこに兵員用の座席を背中合わせに設け、砲塔のあった開口部周りに装甲を貼り付けた即席の装甲兵員輸送車に改修されて、上述のBTR-152やM3ハーフトラックなどと共に運用されていた。
ただし、このTiran APCは、砲塔が存在した部分の開口部が装甲でふさがれていないため、上方からの砲弾の破片などに対する防御力は皆無に等しい。さらに、兵員の乗降口は車体上部の砲塔搭載部分になるため、乗降時に歩兵が身を乗り出す格好にならざるを得ず、敵の銃火に身をさらす危険が大きくなる。
上記の問題に対応するため、より後期には、砲塔を撤去せず主砲のみを取り外し、主砲のあった場所、および砲塔両側面に防弾ガラス付き視察窓と機関銃マウントを装備した改良型も製作され、使用されている。
これらの装甲兵員輸送車タイプは、Tiran APC、あるいはAPC-55などの名称で呼ばれる事があるが、現地改修車両のため、正式な名称は不明である（そもそも、正式名称が存在するのかも含め）。

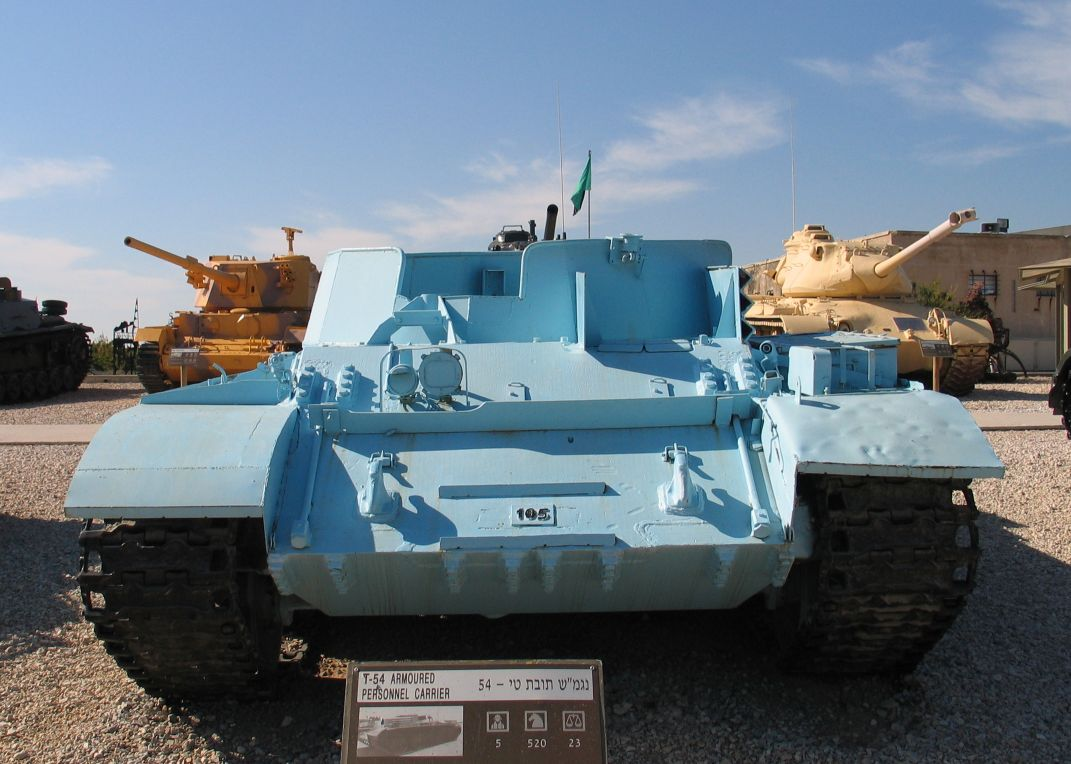
Tiran APCの正面。装甲は強化されていない
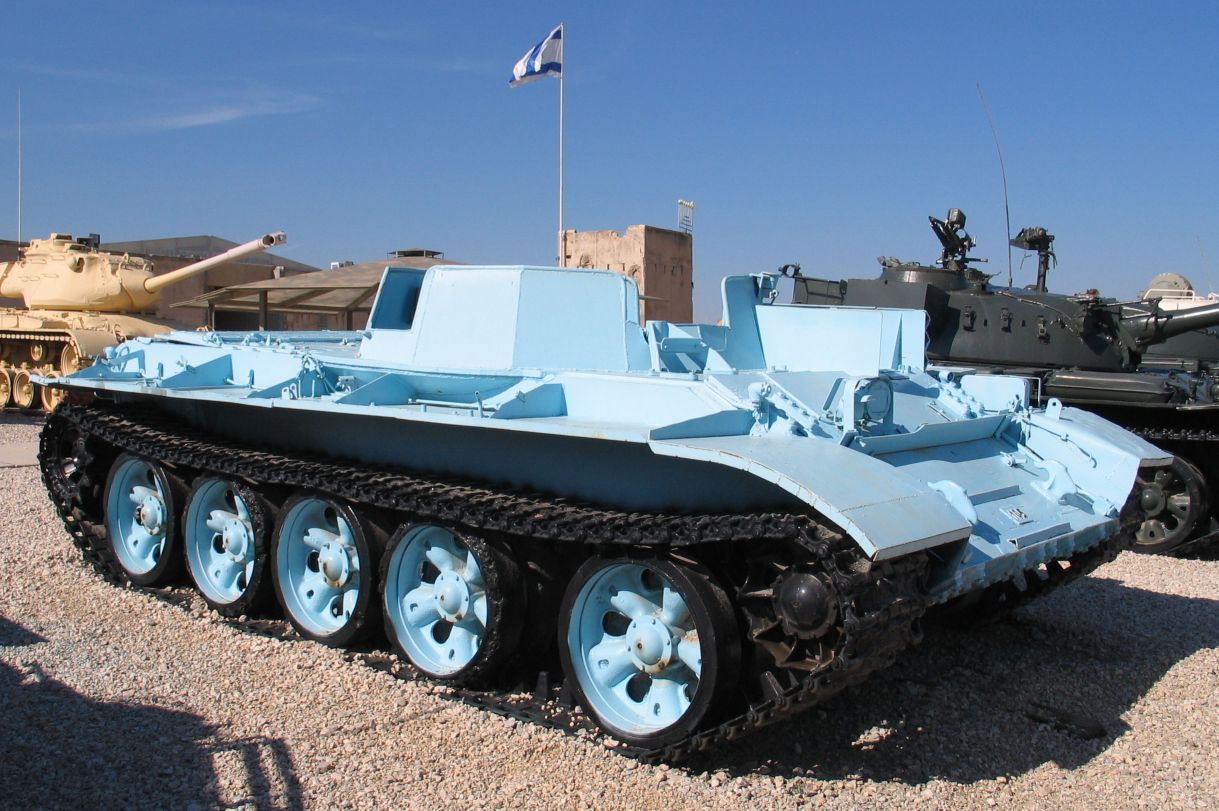
Tiran APCの右側面。砲塔のあった部分には、装甲防盾を立てている
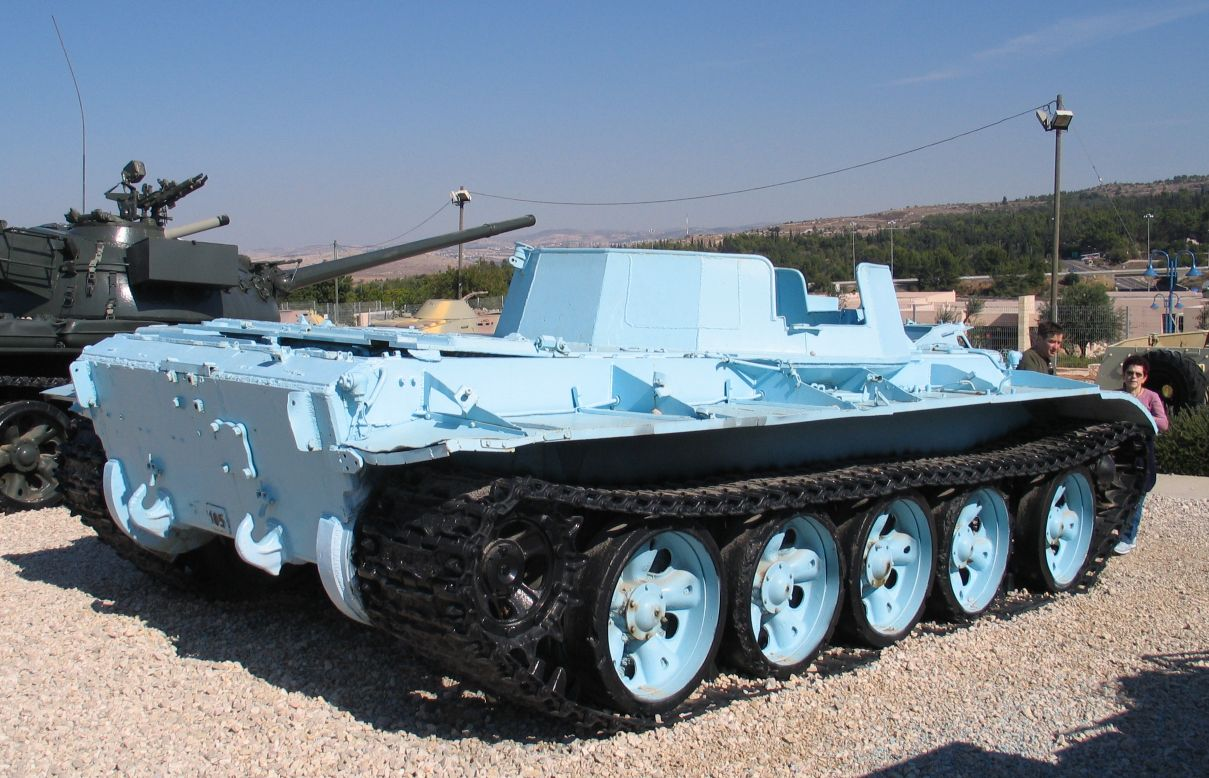
Tiran APCの後部。アチザリットのような後部昇降口が無い
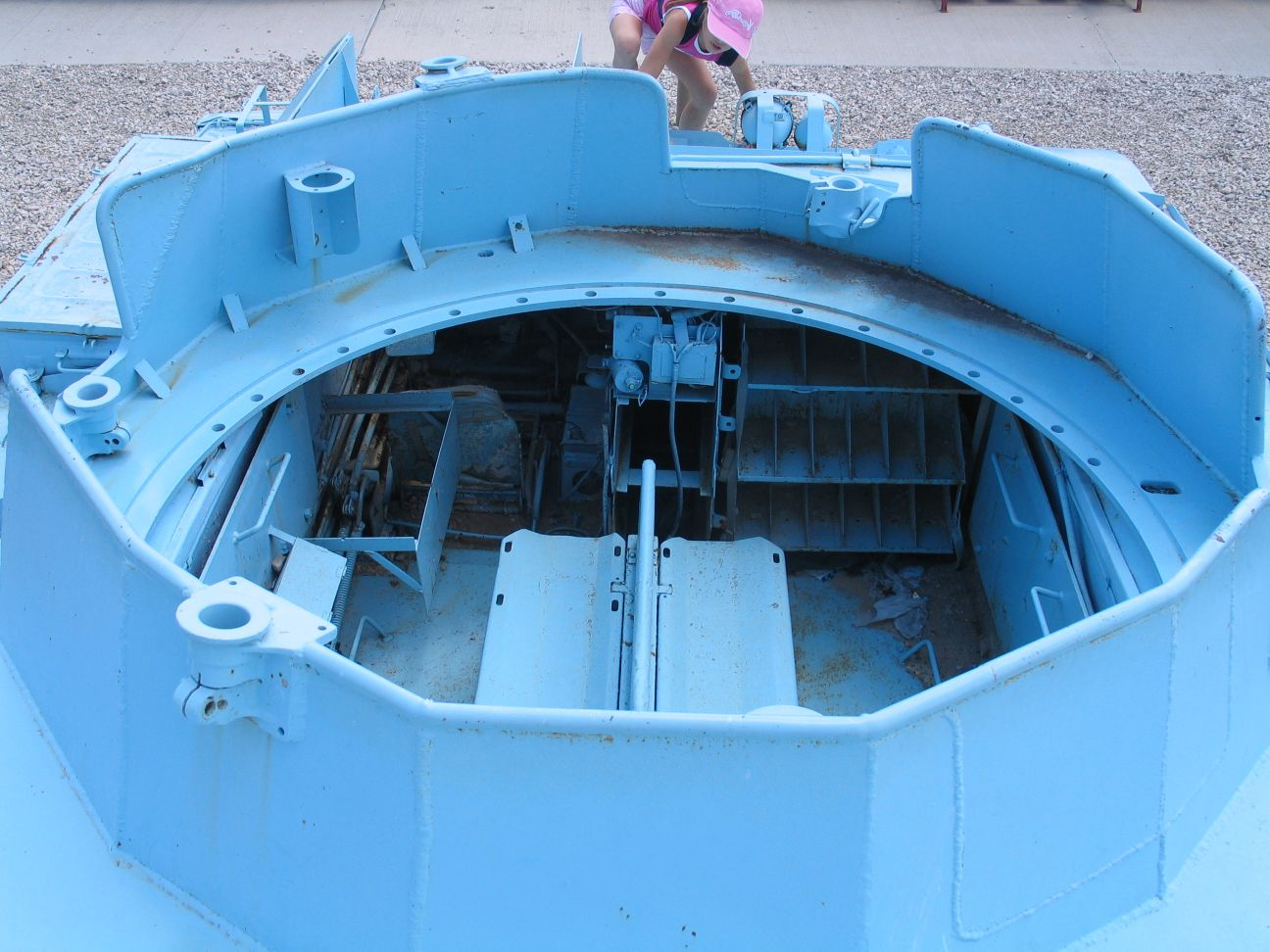
Tiran APCの兵員区画

## 運用国

### 現用
- ウルグアイ - 2024年時点で、ウルグアイ陸軍が15両のチラン-5を保有している[3]。

## 映画出演
Tiran-4/5は、本物の大戦後型ソ連製戦車を保有するソ連やワルシャワ条約機構加盟国の軍隊に対して西側諸国の映画会社が撮影ロケへの協力を依頼できなかった冷戦時代には、西側映画会社が自由に（ソ連や共産主義に批判的な内容の映画の）ロケに使用することのできる数少ない本物のソ連製戦車であることもあって、ソ連軍ないし東側諸国軍の戦車として映画に出演する機会も多かった。
特に、『レッド・アフガン』（1988年）や『ランボー3/怒りのアフガン』（1988年）のように1980年代にアメリカが作成したソ連のアフガニスタン侵攻を批判する内容の映画に登場することが多く、このような映画ではアフガニスタンに地域環境や地形が似ているイスラエルでロケが行われることが多かった。